# 21073 Darksky
21073 Darksky este un asteroid din centura principală de asteroizi.

## Descriere
21073 Darksky este un asteroid din centura principală de asteroizi. A fost descoperit pe 4 septembrie 1991 la Siding Spring de Robert H. McNaught. Asteroidul prezintă o orbită caracterizată de o semiaxă mare de 2,58 ua, o excentricitate de 0,23 și o înclinație de 2,9° în raport cu ecliptica.